# Theodor Heinermann
Theodor Heinermann (* 7. Dezember 1890 in Warendorf; † 25. Juni 1946 in Vohren) war ein deutscher Romanist und Hispanist.

## Leben und Werk
Er entstammte einer Handwerkerfamilie. Sein Vater Bernhard Heinermann war Bäckermeister, dessen Ehefrau Theresia Heinermann. Er besuchte in seiner Heimatstadt Warendorf die Volksschule, kam dann auf dem Gymnasium Laurentianum zu Warendorf im Jahre 1910 zum Abitur, um anschließend zwischen den Jahren 1910 bis 1915 sein Studium der Romanistik, Germanistik, Klassischen Philologie, Kunstgeschichte und Philosophie in Freiburg im Breisgau aufzunehmen. Es folgten Studienaufenthalte in Berlin, Paris dort wiederum an der Sorbonne und am Collège de France und in Münster. Während des Ersten Weltkrieges leistete er in den Jahren zwischen 1915 und 1919 seinen Kriegsdienst in Frankreich und auch Russland ab.
Heinrich Theodor Heinermann promovierte 1914 in Münster über Ignez de Castro. Die dramatischen Behandlungen der Sage in den romanischen Literaturen. Ein Beitrag zur vergleichenden Literaturgeschichte (Leipzig 1914) und habilitierte sich 1927 ebenda mit Untersuchungen zur Entstehung der Sage von Bernardo del Carpio (Halle a.S. 1927). Heinermann wurde 1931 Professor und 1937 (als Nachfolger des von den Nationalsozialisten abgesetzten Eugen Lerch) Ordinarius in Münster. Zum 1. Mai 1933 war er in die NSDAP eingetreten (Mitgliedsnummer 2.476.398). Von 1941 bis 1944 leitete er das Deutsche Wissenschaftliche Institut in Madrid. 1945 wurde er in Münster wegen seiner NSDAP-Mitgliedschaft entlassen. Er starb bei einem (möglicherweise selbst herbeigeführten) Verkehrsunfall.
Ein Bruder von Theodor Heinermann war der Bäckermeister und spätere Bürgermeister von Warendorf Josef Heinermann (1895–1956).

## Weitere Werke
- Geschichte der spanischen Literatur. München 1923
- (Hrsg.) Pedro Antonio de Alarcon: Historietas nacionales. Frankfurt am Main 1923
- (Bearbeiter) Selly Gräfenberg: Praktisches Lehrbuch der spanischen Sprache für den Schul- und Selbstunterricht. 12. Auflage, Leipzig 1926 [1. Auflage Frankfurt 1897]; 20. Auflage u.d.T. Spanisches Lehrbuch auf wissenschaftlicher Grundlage. (zusammen mit Francisca Palau-Ribes Casamitjana),  19. Aufl., Max Hueber, München 1952
- (Hrsg.) Calderon, El mágico prodigioso. Münster 1927
- (Hrsg.) Novelistas españoles de los siglos XIX y XX. Münster 1928
- Die Arten der reproduzierten Rede. Münster 1931
- (Hrsg.) Calderon, El alcalde de Zalamea. Münster 1933
- Grundlagen der phonativen Hervorhebung (’Betonung’) des Französischen. Bielefeld 1934
- (Hrsg.) Cervantes, El ingenioso hidalgo Don Quijote de LaMancha.  In Auswahl, Halle a.S. 1934
- Frankreich und der Geist des Westfälischen Friedens. Stuttgart/Berlin 1940, Bremen 1985
- (Hrsg.) Lesebuch der französischen Literatur des XVI. Jahrhunderts. Halle a.S. 1942
- (Hrsg.) Cecilia Böhl de Faber (Fernán Caballero) y Juan Eugenio Hartzenbusch, Una correspondencia inédita/Ein unveröffentlichter Briefwechsel. Madrid 1944